# Neanura capitata
Neanura capitata är en urinsektsart som först beskrevs av James P. Folsom 1932.  Neanura capitata ingår i släktet Neanura och familjen Neanuridae. Inga underarter finns listade i Catalogue of Life.